# Myroxylon
Myroxylon L. f. es un género neotropical de árboles de la familia Fabaceae. Incluye dos especies: Myroxylon balsamum (L.) Harms y Myroxylon peruiferum L. f.  
El género fue descrito por Carlos Linneo el Joven en la obra Supplementum Plantarum (1782); corresponde a un nombre conservado contra Toluifera L., nombre publicado por Carlos Linneo (padre) en la obra Species Plantarum (1753).
Los árboles de ambas especies de Myroxylon pueden alcanzar alturas de hasta 50 metros, presentan peridermis grisácea, lenticelada, corteza resinosa, hojas imparipinnadas alternas, folíolos alternos, con puntos y rayas translúcidos, inflorescencias racemosas, flores papilionáceas, frutos samaroides con 1 o 2 semillas reniformes.
- Datos: Q589643
- Multimedia: Myroxylon / Q589643
- Especies: Myroxylon

1. ↑  Sartori, Ângela Lúcia Bagnatori; Lewis, Gwilym P.; de Freitas Mansano, Vidal; de Azevedo Tozzi, Ana Maria Goulart (2015-12). «A revision of the genus Myroxylon (Leguminosae: Papilionoideae)». Kew Bulletin (en inglés) 70 (4): 48. ISSN 0075-5974. doi:10.1007/s12225-015-9604-7. Consultado el 5 de marzo de 2020.
2. ↑  Linneus, Fillius (1782). Supplementum plantarum (en latín). Impensis Orphanotrophei. Consultado el 5 de marzo de 2020.
3. ↑  Linné, Carl von (1753). Species plantarum (en latín). vol. 1. Impensis Laurentii Salvii. Consultado el 7 de marzo de 2020.
4. ↑  Aguilar-Sandí, D. (2020). «Sinopsis del género Myroxylon (Fabaceae) en Costa Rica.». Phytoneuron 2020-20, 1-10-.